# Подводные лодки типа «Люцци»
Подводные лодки типа «Люцци» (итал. Liuzzi) — серия итальянских подводных лодок времён Второй мировой войны. Проект разработан фирмой «Този», Таранто (ТТ), как развитие лодок типа «Брин». От прототипа отличались несколько большим водоизмещением и длиной, лучшей остойчивостью и традиционным размещением палубного орудия (перед рубкой). Некоторое изменение обводов носовой части и большая мощность двигателей повысили скорость субмарины. Конструкция частично двухкорпусная, рабочая глубина погружения 90 м. Всего построено 4 лодки, которые вступили в строй в 1939-40гг.
В сентябре 1940 года лодки «Alpino Bagnolini», «Reginaldo Guilliani» и «Capitano Tarantini» были переведены на базу в Бордо (Франция) и начали действовать против судоходства союзников в Атлантике.
В 1943 году лодки «Alpino Bagnolini» и «Reginaldo Guilliani» были переоборудованы в транспорты для походов в Японию.

## Список ПЛ типа «Люцци»
| Подводная лодка         | Верфь | Спущена на воду | Начало службы | Конец службы |
| ----------------------- | ----- | --------------- | ------------- | --- |
| Alpino Bagnolini        | TT    | 28.10.1939      | 21.12.1939    | захвачена немцами в Бордо 10.9.43, названа UIT-22. Потоплена 11.3.44 южнее мыса Доброй Надежды самолетом Южно-Африканского Союза    |
| Reginaldo Guilliani     | TT    | 3.12.1939       | 3.2.1940      | захвачена японцами в Сингапуре 10.9.43, названа UIT-23. Потоплена 14.2.44 в Малаккском проливе английской подводной лодкой Tally-Ho |
| Console Generale Liuzzi | TT    | 17.9.1939       | 21.11.1939    | потоплена 27.6.40 южнее Крита английскими эсминцами Dainty и Ilex                                                                   |
| Capitano Tarantini      | TT    | 7.1.1940        | 16.3.1940     | потоплена в Бискайском заливе 15.12.40 английской подводной лодкой Thunderbolt                                                      |